# Anarquisme místic

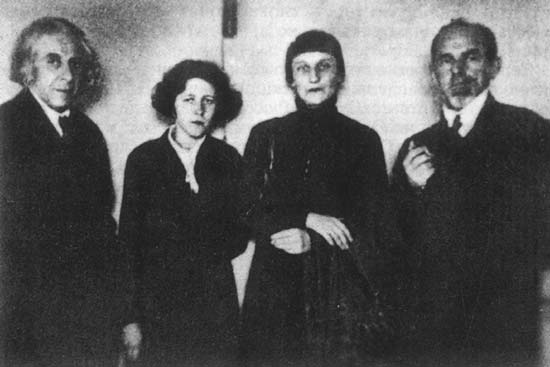
Alguns poetes de l'època juntament amb el popularitzador de l'anarquisme místic: Gueorgui Txulkov, Maria Petròvikh, Anna Akhmàtova i Óssip Mandelxtam.

Anarquisme místic (rus: Мистический анархизм, mistitxeski anarkhizm) és una tendència del simbolisme a Rússia. Té origen en l'obra de Gueorgui Txulkov, qui va popularitzar el seu moviment. El seu moment d'auge va ser entre 1906 i 1908. Durant la Revolució de 1905, la repressió governamental va prohibir la revista de Txulkov Новый путь (Novi Put, "Nou camí"), i els fets d'aquell any probablement influirien en el pensament de l'autor. Un cop acabada la revolta, Txulkov va crear el 1906 la revista Факелы (Fakely, "Torxes"), en la qual feia una antologia d'escrits simbolistes i on exhortava els artistes russos a "abandonar el simbolisme i la decadència i avançar envers la nova experiència mística." Més tard, el 1907, Txulkov va publicar un manifest de l'anarquisme místic. S'ha descrit la doctrina d'aquest autor com "un poti-poti de Nietzsche, Guertsen, Mikhaïl Bakunin, Merejkovski, Ibsen, Byron, les idees del socialisme utòpic, l'anarquisme cristià de Tolstoi i el rebuig de Dostoievski del concepte de necessitat.
Aleksandr Blok i especialment Viatxeslav Ivànov en principi donaren suport a aquesta nova doctrina, mentre que Valeri Briússov, que editava la principal revista simbolista, s'hi va oposar. La controvèrsia que en va resultar es va plasmar a les pàgines dels reculls simbolistes fins a finals de 1908.